# Šítkovská vodárenská věž
Šítkovská vodárenská věž zvaná také Hořejší novoměstská je vodárenská věž z konce 15. století při pravém břehu řeky Vltavy na Novém Městě pražském v těsném sousedství dnešní budovy Spolku výtvarných umělců Mánes nedaleko od Jiráskova náměstí v areálu někdejších Šítkovských mlýnů.

## Poloha a historie
Původně dřevěná vodárenská věž byla postavena v roce 1495 na jižním konci Slovanského ostrova v místě zvaném pod Zderazí. Tato však v roce 1501 zcela vyhořela. Věž byla posléze obnovena v roubené podobě a v roce 1588 znovu zničena požárem a to spolu s mnoha blízkými mlýny. V letech 1588 až 1591 byla namísto dřevěné postavena věž kamenná. V roce 1648 byla věž poškozena dělostřeleckou palbou během obléhání Prahy švédskými vojsky, proto v roce 1651 proběhla její další oprava. Během ní dostala stavba svoji střešní barokní báň, koncem 18. století pokrytou měděným plechem.
Věž sloužila jako místní vodárna, jež rozváděla samospádem vltavskou vodu do kašen a domů na Novém Městě i Starém Městě pražském, tomuto účelu sloužila až do roku 1847. V roce 1882 došlo k demontáži vodárenského zařízení a věž měla být zbourána. Zásahem spolku Umělecké besedy však k její demolici nakonec nedošlo a věž se dochovala do dnešních dob.

## Popis stavby

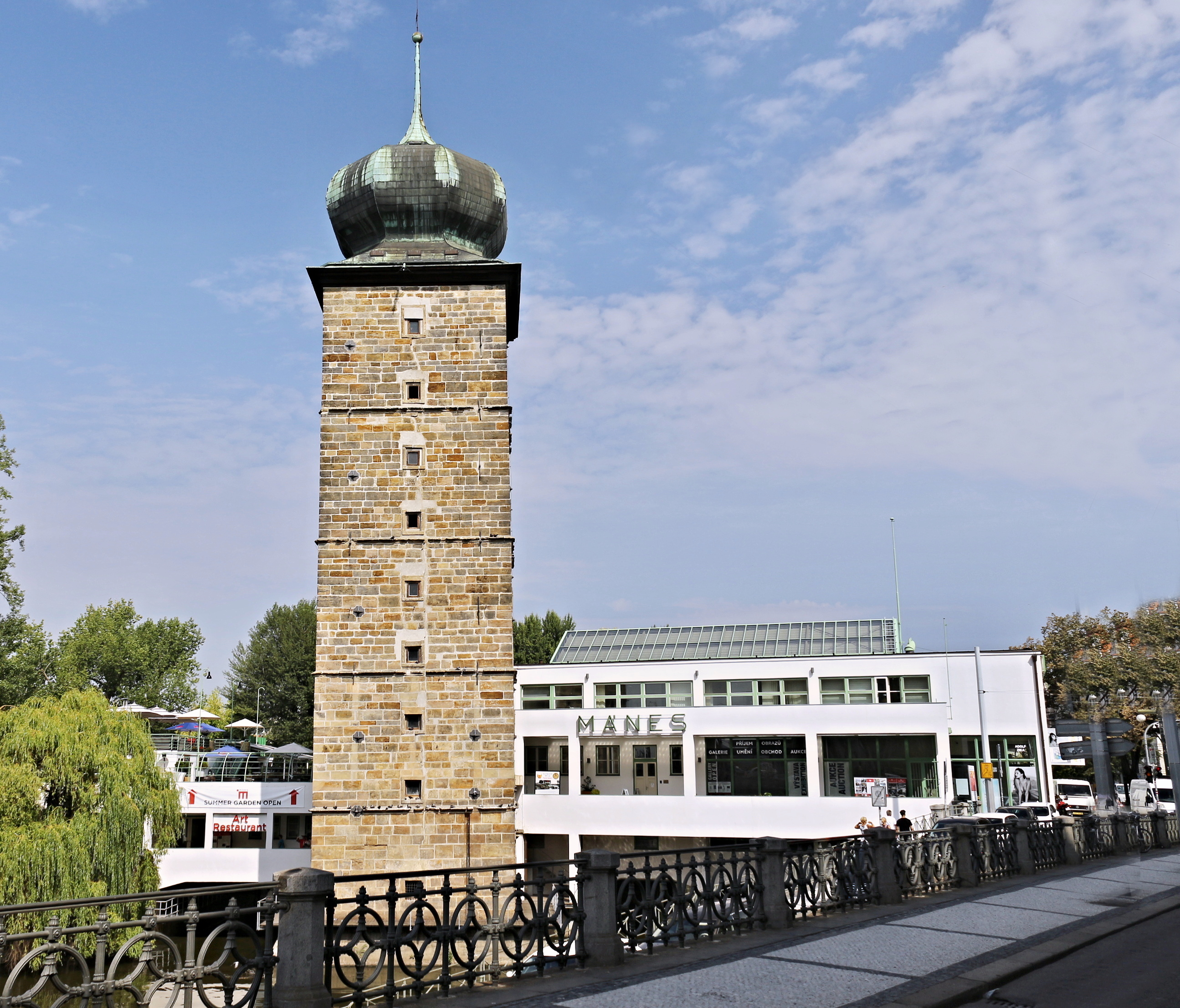
Šítkovská věž za budovou spolku Mánes, pohled od Národního divadla

Věž je vysoká 47 metrů, má čtvercový půdorys o straně 10 metrů, je mírně vychýlena od své svislé osy asi o 115 centimetrů k jihovýchodu a jedná se tak o nejšikmější věž v Praze. Příčinou tohoto jevu je skutečnost, že věž byla postavena na písečném dně Vltavy bez řádných základů. Podobný problém trpí také nedaleký kostel Zvěstování Panny Marie Na trávníčku na Slupi, který je vychýlen o 63 cm. 
V roce 1927 byl kolem úpatí věže vytvořen železobetonový základový věnec, který zajistil její stabilitu. Následně zde probíhaly v 80. letech 20. století další asanační a rekonstrukční práce, které zajistily, že se věž již dále od své osy nevychyluje.
Mezi léty 1977 a 1989 se v posledním patře věže nacházela pozorovatelna StB, jež zde byla zřízena pro sledování vchodu do domu na nedalekém Rašínově nábřeží, kde měl byt Václav Havel.